# Hybolasiopsis abnormalis
Hybolasiopsis abnormalis là một loài bọ cánh cứng trong họ Cerambycidae.